# János Németh
János Németh (* 12. Juni 1906 in Budapest; † 5. März 1988 in Madrid) war ein ungarischer Wasserballspieler.
Bei den Olympischen Spielen 1932 in Los Angeles traf Németh, mit der ungarischen Wasserballnationalmannschaft spielend, auf Amerika und Japan und anschließend im Finale auf Deutschland. Nach einem 6:2-Sieg holte Németh mit seinen Mannschaftskollegen György Bródy, József Vértesy, Olivér Halassy, Márton Homonnay, Sándor Ivády, István Barta, Alajos Keserű, Miklós Sárkány und Ferenc Keserű die Goldmedaille. In den drei Spielen erzielte Németh zwölf Tore.
Németh wurde vier Jahre später, bei den Olympischen Spielen 1936 in Berlin, erneut eingesetzt. In den Gruppenspielen qualifizierte man sich mit fünf Siegen in fünf Spielen, in denen Németh 17 Tore erzielte, für die Finalrunde, wo man auf Frankreich und Deutschland traf. Nach einem 5:0-Sieg gegen Frankreich, reichte ein 2:2-Unentschieden, um aufgrund des besseren Torverhältnisses Olympiasieger zu werden. Nemeth erzielte in zwei Spielen drei Tore und gewann seine zweite Goldmedaille.